# ثيسلا
بلدية ثيسلا (بالإسبانية: Cisla) هي بلدية تقع في مقاطعة آبلة التابعة لمنطقة قشتالة وليون وسط إسبانيا.

## الديموغرافيا
يبلغ عدد سكان بلدية ثيسلا 143 نسمة عام 2011 (وفقاً للمعهد الوطني للإحصاء الإسباني).
| 203 | 200 | 193 | 175 | 166 | 154 | 143 |